# Pogrzeb wikinga
Pogrzeb wikinga (ang. Rocket Gibraltar) – amerykański dramat filmowy z 1988 roku w reżyserii Daniela Petriego z Burtem Lancasterem, Patricią Clarkson i Macaulayem Culkinem w rolach głównych.

## Obsada
- Burt Lancaster jako Levi Rockwell
- Suzy Amis jako Aggie Rockwell
- Patricia Clarkson jako Rose Black
- Frances Conroy jako Ruby Hanson
- Sinéad Cusack jako Amanda Billi Rockwell
- John Glover jako Rolo Rockwell
- Bill Pullman jako Crow Black
- Kevin Spacey jako Dwayne Hanson
- John Bell jako Orson Rockwell
- Nicky Bronson jako Max Hanson
- Danny Corkill jako Kane Rockwell
- Macaulay Culkin jako Cy Blue Black
- Angela Goethals jako Dawn Black
- Sara Goethals jako Flora Rockwell
- Emily Poe jako Emily Rockwell
- Sara Rue jako Jessica Hanson
- George Martin jako dr Bonicker

## Fabuła
Trzypokoleniowa rodzina przyjeżdża na 77. urodziny Leviego Rockwella. Mężczyzna jest chory na serce i wie, że zostało mu mało czasu. Jest bardzo zżyty z wnukami i razem z nimi buduje łódź wikingów. Podczas prac prosi wnuków, by pochowali go jak wikinga. Dzieci w tajemnicy przed rodzicami chcą spełnić ostatnią wolę dziadka...